# Palencia (stad)
Palencia is een stad en gemeente in de Spaanse provincie Palencia in de regio Castilië en León met een oppervlakte van 95 km². In 2001 telde Palencia 79.797 inwoners. Het symbool van de stad is het monument Christus van Otero (Spaans "Cristo del Otero"); een groot beeldhouwwerk van Jezus Christus.
In de stad was een fabriek van FASA-Renault gevestigd; sinds 2000 onderdeel van Renault España.

## Geschiedenis

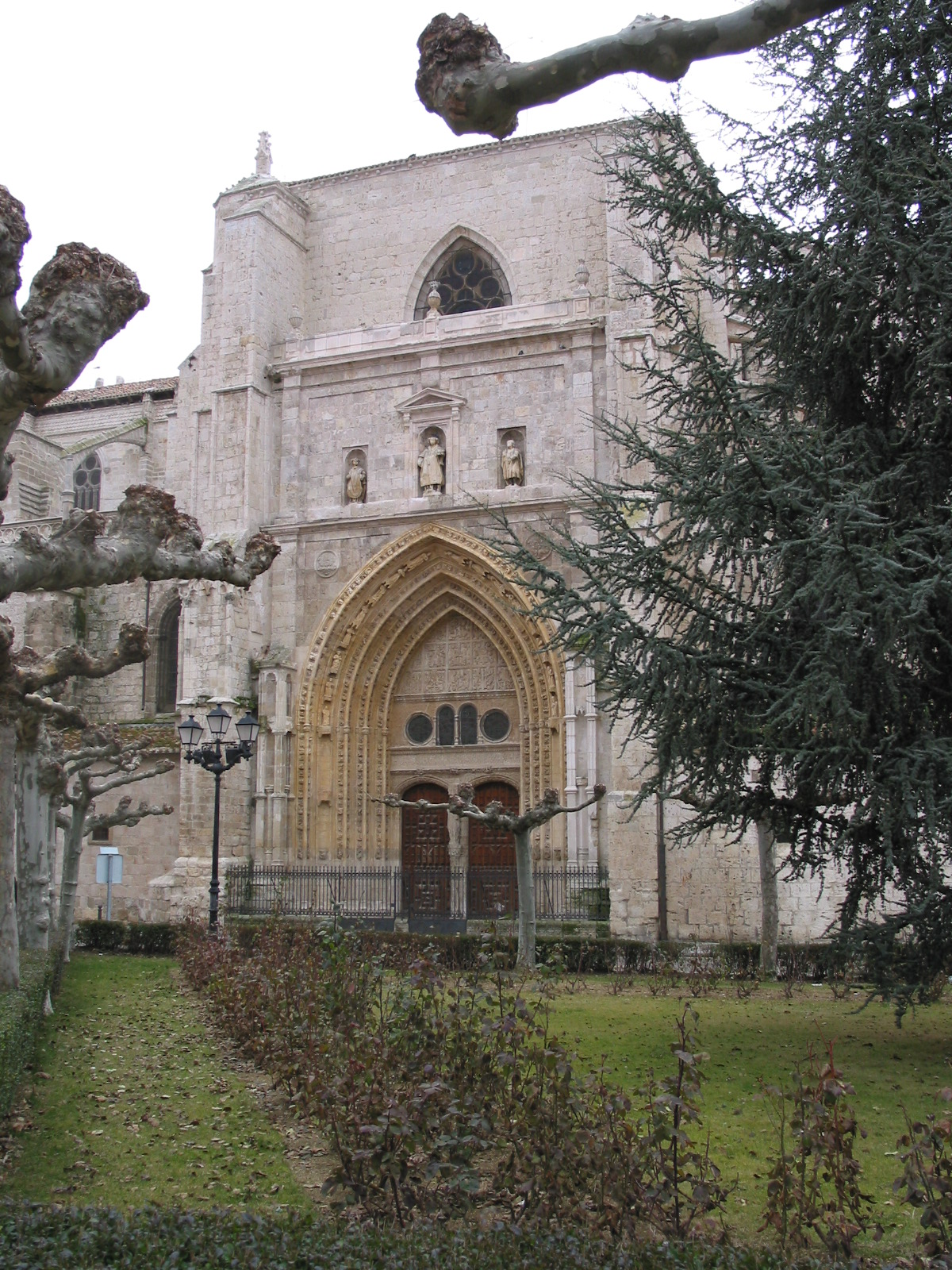
Kathedraal San Antolín van Palencia

De stad was onder de naam Pallantia de hoofdstad van de Vaccaei, een machtige volksstam in het noordwesten van het Iberische Schiereiland, aan de Duero. In de 2e eeuw v.Chr. werd Pallantia door de Romeinen ingelijfd bij hun provincie Hispania Tarraconensis. Palencia werd in 1035 door Sancho III van Navarra op de Moren veroverd.

## Demografische ontwikkeling
Bron: INE; 1857-2011: volkstellingen

## Bekende inwoners van Palencia

### Geboren
- Blanca van Castilië (1188-1252), koningin-gemalin van Frankrijk
- Elena Anaya (1975), actrice
- Marta Domínguez (1975), atlete

### Overleden
- Hendrik I van Castilië (1204-1217), koning van Castilië
- Manuel González García (1877-1940), bisschop

Albacete · Alicante · Almería · Ávila · Badajoz · Badalona · Barcelona · Bilbao · Burgos · Cáceres · Cádiz · Cartagena · Castelló de la Plana · Ceuta · Ciudad Real · Córdoba · A Coruña · Cuenca · Elche/Elx · Gijón · Girona · Granada · Guadalajara · L'Hospitalet de Llobregat · Huelva · Huesca · Jaén · Jerez de la Frontera · León · Lleida · Logroño · Lugo · Madrid · Málaga · Melilla · Mérida · Móstoles · Murcia · Oviedo · Ourense · Palencia · Palma · Las Palmas de Gran Canaria · Pamplona · Pontevedra · Sabadell · Salamanca · San Sebastián · Santa Cruz de Tenerife · Santander · Santiago de Compostella · Segovia · Sevilla · Soria · Tarragona · Terrassa · Teruel · Toledo · Valencia · Valladolid · Vigo · Vitoria-Gasteiz · Zamora · Zaragoza